# فن الاستضافة
«فن الاستضافة» (بالإنجليزية: Art of Hosting)‏ هي طريقة للقيادة التشاركية لتسهيل عمليات المجموعة، كما يستخدمها مجتمع غير مترابط من الممارسين. في طريقتهم، تتم دعوة الأشخاص إلى محادثة منظمة حول الأمور التي يهتمون بها بينما يعمل الوسطاء كمضيفين. تفهم هذه المجموعة المجتمعية «الاستضافة» على أنها طريقة معينة للتسهيل من المفترض أن تتمتع بالقدرة على تكوين الذكاء الجماعي الذي يمتلكه الناس. كنهج للتيسير، يركز فن الاستضافة على «طرق محسنة وواعية ولطيفة لتنمية القدرة على دعم حكمة متعمدة، فريدة من نوعها لنكون معًا» ويعتمد أيضًا على موقف محدد تجاه تنظيم العملية. يرى الممارسون منهجية المشاركة هذه على أنها طريقة لجلب الأشخاص في الأنظمة الاجتماعية المعقدة إلى التقارب بشأن الإجراءات الجماعية، مع اكتشاف المشاركين واقتراح الحلول الخاصة بهم.

## نهج
فن الاستضافة هو نهج ومنهجية محددة لتيسير المجموعات وتغيير الأنظمة، تم تطويره وتنظيمه وفقًا لنموذج مشترك أو مفتوح المصدر من قبل مجتمع دولي من ممارسي التيسير. ابتداءً من أواخر التسعينيات، أو أوائل العقد الأول من القرن الحادي والعشرين، يشارك المجتمع الأساليب والأدوات والمصطلحات لتحسين كيفية فهم الناس وحشدهم للاستجابة للتغييرات الاجتماعية والسياسية والاقتصادية المعقدة بطريقة تشاركية. يطبق تقنيات الحوار وتحليل الأنظمة المعقدة، ويتم إعلامه جزئيًا بالنظريات الاجتماعية، بما في ذلك الهيكلة، ونظرية شبكة الممثلين، والمعارف الموجودة.
عادةً ما يستخدم الأشخاص في هذا المجتمع مجموعة معينة من النظريات والاستعارات لجعل عمليات المجموعة مفهومة، مثل Theory U، لرسم نظرة ثاقبة على التفاعلات البشرية. إنهم يعتمدون على مجموعة من طرق التيسير مثل Open Space Technology. يطبقون تقنيات الاستفسار التقديري و Fishbowl بطريقة مخصصة اعتمادًا على الغرض من المشاركة.
النهج متجذر في إطار الممارسة الذي يساعد الميسرين على حضور «المحادثات المهمة»، والتي يشار إليها باسم الممارسة الرباعية. علاوة على ذلك، يولي إطار عمل فن الاستضافة الانتباه لطرح أسئلة مهمة للنظر الجماعي وتوثيق النتائج من جلسات الحوار، والتي يطلق عليها «الحصاد». كما هو الحال في تجربتهم في إنشاء عمليات جماعية مثمرة لا تأتي إلا من خلال الممارسة والصقل، غالبًا ما يُطلق على أولئك الذين يبدؤون محادثة جماعية «المتصلون»، حيث يتصلون أو يدعون الأشخاص للمشاركة في تحدٍ مشترك محدد. ينصب التركيز الأول على ممارسة إنشاء وعقد «حاويات» حوار أو اجتماعات أو عمليات محدودة في المكان والزمان، والتي تدعم عمليات المجموعة البناءة وتمكن من ظهور رؤى وقرارات جديدة. يدعي الممارسون أن الأحداث والمشاريع التي تتم استضافتها بشكل جيد تزيد من القدرة التكيفية للمجموعة.
يتم تطوير هذه الاستعارات والأساليب وتطبيقها من قبل مجتمع تعلم منظم ذاتيًا. لا توجد مؤسسة مركزية تقرر ما ينتمي إلى القانون - فهي تنبثق مما يستخدمه المجتمع وتتطور من خلال عملية مراجعة غير رسمية للأقران تركز على التطبيق. تعد وسائط التبادل والتوثيق الخاصة بالمجتمع عبارة عن صفحات ويب عملية المنحى وأدب رمادي.

## أمثلة على التطبيق
يتم استخدام هذا النهج في أماكن متنوعة، بما في ذلك إصلاح الرعاية الصحية، والمفوضية الأوروبية، والتعليم العالي، والتنمية المستدامة، فضلا عن منهجية لتقييم بحوث العمل التشاركي وتنمية القيادة المجتمعية. بشكل عام، يُقصد بهذا النهج أن يكون منهجية لرعاية الابتكار وبناء الخبرات في صنع القرار الديمقراطي في سياق المشاركة المدنية.